# Sainte-Christine, Puy-de-Dôme
 Sainte-Christine  là một xã ở tỉnh Puy-de-Dôme trong vùng Auvergne-Rhône-Alpes miền trung nước Pháp.